# Selezione del personale
La selezione del personale (in inglese recruiting, recruitment), nell'ambito del mercato del lavoro, è una locuzione che indica le modalità di selezione appunto di persone da assumere con contratto di lavoro all'interno di un ente pubblico o privato.
In psicologia del lavoro e delle organizzazioni, specialmente nel campo delle risorse umane, è la funzione che si occupa del reperimento, della selezione e dell'inserimento in azienda dei nuovi dipendenti.

## Storia
L'introduzione della ricerca e selezione del personale nasce in ambito militare. Il primo documento tracciabile di Referral (azione di segnalazione e/o indirizzamento di qualcuno verso un'attività, ottenendo un vantaggio, dal rapporto di beneficio procurato) nella storia del Recruitment appare nel decreto firmato da Giulio Cesare nel 55 a.C. , oggi parte della collezione del British Museum . Il decreto promette 300 sesterzi al soldato che introdurrà una nuova leva nell'esercito Romano. Una ricompensa generosa, calcolata un terzo del guadagno annuale di un soldato. L’elevato ricambio generato dalle guerre portò al costante bisogno di soldati ed altro personale, come ingegneri, staff medico, falegnami, cacciatori, armaioli, indovini. Per sopperire a tale bisogno il sistema militare creò molte delle pratiche ad oggi impiegate nella ricerca e selezione del personale, quali le pari opportunità di impiego, il valore del compenso, il premio, la necessità di attrarre i candidati attraverso la marca, il lavoro temporaneo poi definito interinale e le buone prassi.

## Descrizione

### Caratteristiche
La selezione del personale è quel processo attuato dalla funzione risorse umane, finalizzata all'inserimento delle persone in azienda. È l'insieme delle attività organizzative che hanno come scopo la scelta delle persone che, compatibilmente con le necessità di un'azienda o altra attività lavorativa, devono ricoprire specifici ruoli o svolgere determinati lavori. Questo implica che il soggetto deve essere in possesso di determinate competenze, quindi conoscenze, capacità, abilità e attitudine per avvicinarsi il più possibile al profilo ricercato per quella posizione lavorativa.
È un fenomeno che spesso implica risvolti di natura:
- economica (incontro fra domanda e offerta di lavoro)
- legale (contratto giuridico di lavoro)
- psicologica (valutazione delle caratteristiche del lavoro e dei candidati)

La selezione del personale svolge almeno quattro funzioni:
- raccolta di informazioni (su condizione, contenuti, richieste di lavoro e caratteristiche fisiche, comportamenti culturali, biografiche dei candidati)
- predizione (sui comportamenti futuri dei candidati e sul loro apporto all'organizzazione)
- presa di decisione (sull'assunzione e sul cambiamento di posizione dei candidati)
- produzione di informazioni (sui comportamenti lavorativi previsti dei candidati, sui piani di azione stabiliti)

La selezione del personale ha anche un'altra funzione che è quella di comunicare una certa immagine dell'organizzazione ai candidati, ma anche negoziare i termini del contratto di lavoro.. Sempre più spesso la ricerca e selezione del personale è esternalizzata ad aziende esterne specializzate che si appoggiano in prima istanza sui molti motori di ricerca del lavoro esistenti sul web.

### Modalità
La quantità e la qualità delle risorse da ricercare dovrebbero derivare principalmente dal processo di pianificazione del personale, in base alle caratteristiche delle posizioni da ricoprire. Il processo di ricerca e selezione relativo alle posizioni di livello dirigenziale è denominato Executive search.
I mezzi più comunemente utilizzati per la ricerca sono:
- analisi delle candidature spontanee già pervenute
- annunci su giornali e riviste specializzate
- annunci sul proprio sito internet o su banche dati specializzate
- consultazione delle offerte esistenti su banche dati specializzate
- utilizzo di agenzie esterne

La selezione avviene in linea di massima tramite l'analisi dei curriculum o di lettere di colloquio diretto, i colloqui con il responsabile della selezione (che può essere anche esterno), ed il colloquio finale con il responsabile di linea interessato alla nuova risorsa.
La ricerca del personale adatto può richiedere anche un periodo molto lungo, per cui è bene partire il prima possibile quando la necessità è appurata. La facilità o meno di trovare le risorse ricercate dipende infatti dal mercato del lavoro in quel momento, dalla specificità delle caratteristiche richieste e dalla notorietà/attrattività dell'azienda richiedente..
La selezione del personale è una funzione rilevante, in quanto è quella che determina la qualità delle persone che vengono immesse in azienda, e quindi alla fine la qualità stessa delle risorse umane di un'azienda.
La selezione del personale è un'esigenza che scaturisce da una corretta gestione aziendale. L'incremento della produttività porta alla creazione di nuove figure necessarie per sostenere la crescita o l'aumento di beneficio in un'impresa. Il processo di selezione è fondamentale per lo sviluppo economico dell'organizzazione poiché "l'efficienza e la potenzialità delle aziende dipende in larga misura dell'attenta selezione dei collaboratori".

## Le fasi del processo
Il processo di selezione si articola in una serie di fasi coordinate e si esplica mediante l'utilizzazione di vari strumenti.
Nella forma più generale, questo processo comprende tre momenti principali:
- il reclutamento
- la valutazione
- l'inserimento.

Tale processo viene normalmente proceduto da una attenta e dettagliata analisi di posizione in cui vengono definiti i contenuti e i requisiti della mansioni. Essa si articola in due principali momenti:
- una descrizione delle attività relative alla mansione da svolgere: vengono analizzati approfonditamente i compiti, le responsabilità, l'inquadramento organizzativo, la categoria e la retribuzione
- un profilo delle caratteristiche della persona: sulla base dell'analisi della mansione viene individuato un profilo del candidato ideale in termini di attitudine, abilità, competenze nonché caratteristiche di personalità necessarie per svolgere la mansione

### La ricerca
Con il termine reclutamento si intende la fase iniziale del processo di selezione che ha come obiettivo la ricerca organizzata di candidati tra i quali scegliere la persona da inserire nel contesto organizzativo.
La raccolta delle candidature avviene da due tipi di fonti:
- interne all'azienda (annunci di ricerca interni, nominativi di conoscenti di dipendenti, curriculum mandati spontaneamente)
- esterne all'azienda (annunci di ricerca del personale, agenzie di selezione, agenzie interinali, università, istituti scolastici, inserzione su quotidiani, riviste, periodici specializzati)

Terminata la raccolta delle candidature potenzialmente interessanti, si passa ad una fase di pre-screening condotto attraverso l'esame di curricula e dei questionari di dati biografici. Il reclutamento si conclude per lo più invitando i soggetti ad un primo contatto diretto con l'organizzazione, dopo il quale sarà decisa la loro idoneità per la fase di valutazione.

### La valutazione
L'obiettivo valutazione dei candidati al fine di decidere in merito ad un eventuale inserimento lavorativo.
In questa fase le organizzazioni si avvalgono di numerose tecnologie, tra cui:
- Test psicometrici
- Assessment center
- Colloquio/intervista individuale

È possibile suddividere i test e i questionari in gruppi ampi e differenziati:
1a. Test psicologici: consiste essenzialmente in una misura obbiettiva e standardizzata di un campione di comportamento.
Con esso si intende una procedura tramite la quale viene presentato al soggetto una serie di item capaci di suscitare risposte
quantificabili e interpretabili sulla base di criteri specifici. Essi si dividono in:
1b. Test cognitivi:
- Test d'intelligenza: sono finalizzati alla misurazione delle capacità intellettuali e dei processi superiori del pensiero del soggetto (abilità cognitiva generale) mediante un'unica misura globale.
- Test attitudinali: consentono di individuare il livello intellettuale dei soggetti relativamente ad abilità o capacità specifiche e forniscono una serie di punteggi in relazione alle differenti attitudini.
- Test di profitto o (di conoscenza): hanno come scopo la valutazione delle conoscenze che il soggetto possiede in determinate materie ritenute necessarie per poter svolgere in modo adeguato una specifica tipologia di lavoro.

1c. Test non cognitivi:
- Test di personalità: sono finalizzati alla rilevazione delle caratteristiche emotive, affettive, interpersonali e di atteggiamento.
- Tecniche proiettive: contengono item non strutturati e ambigui che incoraggiano il soggetto a proiettare la loro personalità nel compito sulla base di desideri nascosti, atteggiamenti e bisogni in risposta agli stimoli presentati.

2. Assessment center: è una metodologia di valutazione di una persona all'interno di una attività di gruppo, che ha come scopo la rilevazione delle caratteristiche comportamentali e delle qualità individuali che una persona deve possedere per ricoprire ruoli in una determinata organizzazione.
Essa è suddiviso in fasi:
- Progettazione: definizione degli obiettivi, descrizione del lavoro, individuazione delle caratteristiche personali
- Gestione: scelta dei candidati, scelta del valutatore
- Osservazione e valutazione: rilevazione dei comportamenti verbali e non verbali dei partecipanti con l'ausilio di una griglia d'osservazione, discussione collegiale degli assessors e raggiungimento di una valutazione finale
- Feedback dei risultati in sede di un colloquio individuale

3. Cross Media Assessment: è un processo di valutazione, in Italia ancora poco utilizzato, che prevede l'uso di strumenti web fondati sulla relazione, l'autodiagnosi, l'osservazione e l'inferenza. La combinazione di differenti prove e la possibilità di compararne i risultati assicurano il rigore metodologico su cui si fonda l'assessment center.
4. Colloquio/intervista individuale:
Consiste in uno scambio di informazione faccia a faccia tra un rappresentante di un'organizzazione ed un candidato.
Può essere di diversi tipi:
- Intervista di screening
- Intervista psicologica
- Intervista tecnico-professionale

### L'inserimento
Si tratta dell'ultima fase del processo di selezione in cui avviene l'inserimento nel contesto organizzativo del candidato risultato più idoneo, in seguito alla valutazione, a ricoprire la posizione in oggetto.
È un momento molto delicato sia per l'organizzazione sia per l'individuo coinvolto. Può capitare che dopo un primo periodo di inserimento il neo assunto decida di non confermare l'assunzione. Va dunque posta molta attenzione alle dinamiche che possono venirsi a determinare in questa fase; l'organizzazione deve provvedere all'inserimento e all'integrazione dei propri membri attraverso percorsi formativi, che permettano la trasmissione di regole di convivenza, di conoscenze, di competenze e di rispetto del ruolo di ciascuno, e di affiancamento che consentano agli individui di comprendere credenze, valori e regole del contesto organizzativo in cui si trovano a operare.
I processi di orientamento e formazione non vanno limitati alla fase che precede l'ingresso nel mondo del lavoro ma devono essere estesi all'intero percorso lavorativo dell'individuo. Il ruolo formativo dell'azienda risulterà tanto più efficace se riuscirà a creare per i propri individui le condizioni ottimali per apprendere, migliorare e cambiare.
Possibili errori del processo di selezione sono o l'accettazione di un candidato che in realtà non possiede i requisiti richiesti (falso positivo), o il rifiuto di un candidato che possiede i requisiti richiesti (falso negativo).